# 沖村憲樹
沖村 憲樹（おきむら かずき、1940年7月3日 - ）は、日本の官僚。元科学審議官。科学技術振興事業団理事長を務めていた期間に第1回アジア科学技術フォーラムの開催、湯川秀樹のノーベル賞受賞論文などの電子アーカイブ化しての公開を始めた。

## 略歴
- 1963年（昭和38年）3月 中央大学法学部法律学科卒業
- 1965年9月 国家公務員上級甲種試験（行政）を合格[1]
- 1966年4月 科学技術庁入庁[2]
- 1966年4月 科学技術庁研究調整局調整課
- 1980年7月 科学技術庁振興局管理課情報室長
- 科学技術庁計画局国際科学技術博覧会企画管理官
- 1986年7月 科学技術庁科学技術政策局調整課長
- 1989年6月 科学技術庁科学技術振興局企画課長
- 1990年6月 科学技術庁長官官房総務課長[3]
- 1991年6月 科学技術庁長官官房審議官（研究開発局担当）
- 1992年6月 科学技術庁長官官房審議官（原子力局担当）
- 1993年6月 科学技術庁長官官房審議官（長官官房担当）
- 1994年7月 科学技術庁研究開発局長
- 1995年6月 科学技術庁科学技術政策研究所長
- 1995年12月 科学技術庁科学技術振興局長
- 1996年6月 科学技術庁長官官房長
- 1998年6月 科学審議官
- 1999年7月 科学技術庁退官
- 1999年 科学技術振興事業団専務理事
- 2001年 同理事長
- 2003年 独立行政法人科学技術振興機構理事長
- 2007年 同理事長退任、顧問
- 2007年 日本科学未来館運営総館長・運営アドバイザー（2011年退任）
- 2007年 独立行政法人科学技術振興機構中国総合研究交流センター上席フェロー
- 2013年 同特別顧問
- 2014年 同日本・アジア青少年サイエンス交流事業推進室（さくらサイエンスプラン）室長

## 民間団体歴
<理事長>
- 2008年 公益財団法人全国地域研究交流協会（現 全日本科学技術協会）理事長
- 2012年 一般財団法人材料科学技術振興財団理事長（2015年10月退任）
- 2012年 公益財団法人科学技術広報財団理事長（2018年8月退任）
- 2012年 一般財団法人能力開発工学センター理事長（2016年6月退任）
- 2021年6月 公益社団法人 科学技術国際交流センター理事長

<理事>
公益財団法人立石科学技術振興財団、公益財団法人東京応化科学技術振興財団、公益財団法人日本学術協力財団、公益財団法人徳山科学技術振興財団、一般財団法人養蜂・薬草産業基盤復興促進協議会 等
<評議員>
一般財団法人日本科学技術連盟、公益財団法人岩谷直治記念財団、公益財団法人未来工学研究所、公益財団法人つくば科学万博記念財団、公益財団法人日本海洋科学振興財団 等
<顧問等>
NPO法人STSフォーラム監事、一般財団法人先端技術産業戦略推進機構顧問、一般財団法人世界貿易センター東京顧問、高知県産学官連携事業化支援顧問、日本科学新聞社監事、中国科学院科技政策与管理科学研究所特別顧問、中国科学技術部中国科学技術信息研究所（iSTIC）特別研究者、中国北京交通大学 特任教授、中国科学院大学名誉教授、人民日報社国際問題研究センター外国人専門家委員会委員、中国 大連理工大学名誉教授

## 受賞
- 2010年 瑞宝重光章 日本国（内閣府）
- 2015年 中国国家友誼賞 中華人民共和国
- 2016年 中国国際科学技術協力賞 中華人民共和国
- 2018年「改革開放40年間で最も影響力のある外国人専門家」に選出 中華人民共和国
- 2019年 中華人民共和国建国70周年紀念賞 中華人民共和国